# Crevoladossola
Crevoladossola es una localidad y comune italiana de la provincia de Verbano-Cusio-Ossola, región de Piamonte, con 4.711 habitantes.

## Evolución demográfica
| Gráfica de evolución demográfica de Crevoladossola entre 1861 y 2001 |
|                                                                      |
| Fuente ISTAT - elaboración gráfica de Wikipedia                      |